# Emőd
Emőd là một thành phố thuộc hạt Borsod-Abaúj-Zemplén, Hungary. Thành phố này có diện tích 49,38 km², dân số năm 2010 là 5108 người, mật độ 103 người/km².